# Cartier (métro de Montréal)
Pour les articles homonymes, voir Cartier.
Cartier est à la fois une station de la ligne orange du métro de Montréal et un terminus métropolitain de l'Autorité régionale de transport métropolitain. La station fit partie du projet de prolongement du métro vers la ville de Laval et fut inaugurée le 28 avril 2007.

## Description

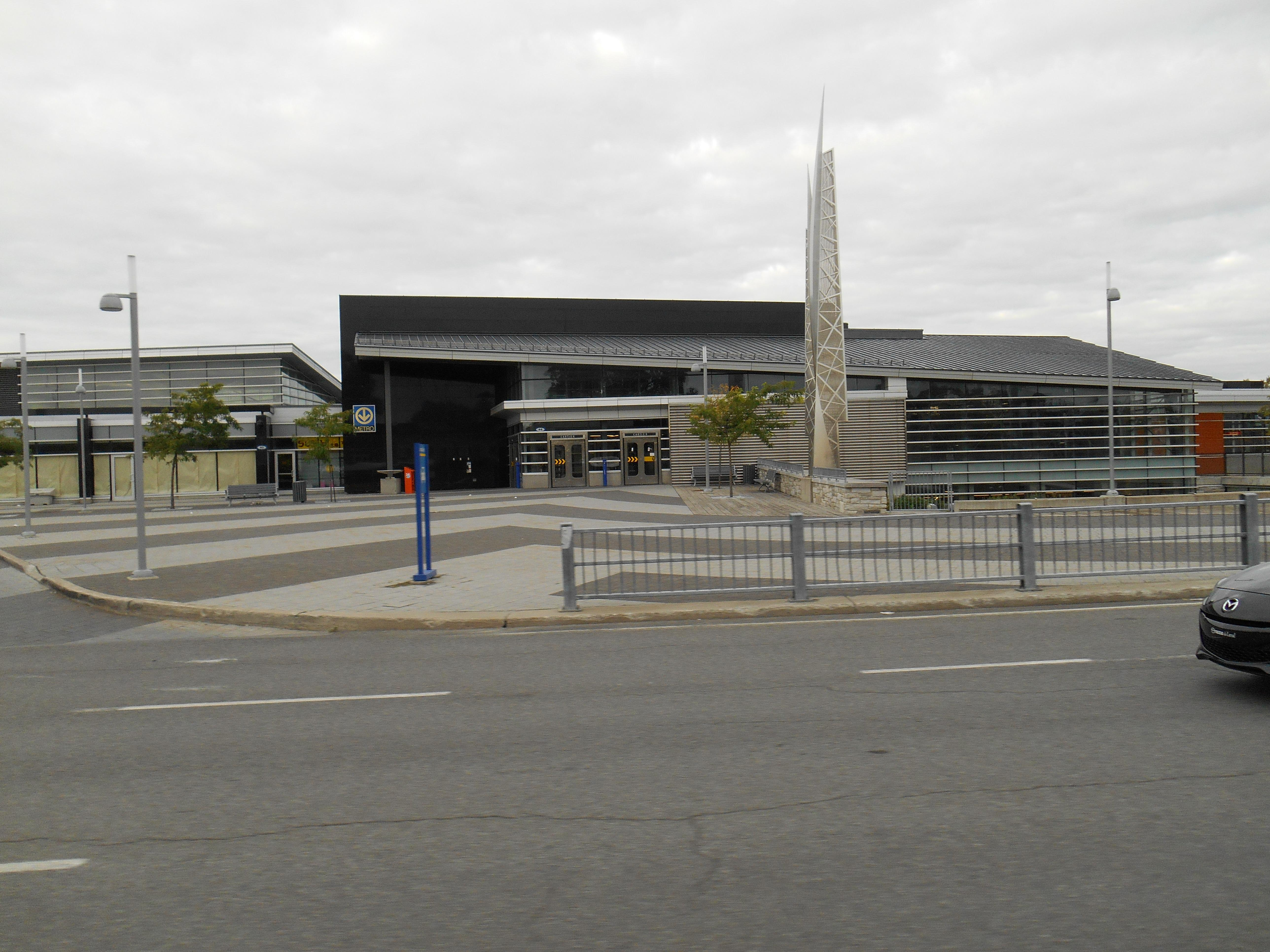
Édicule de la station Cartier

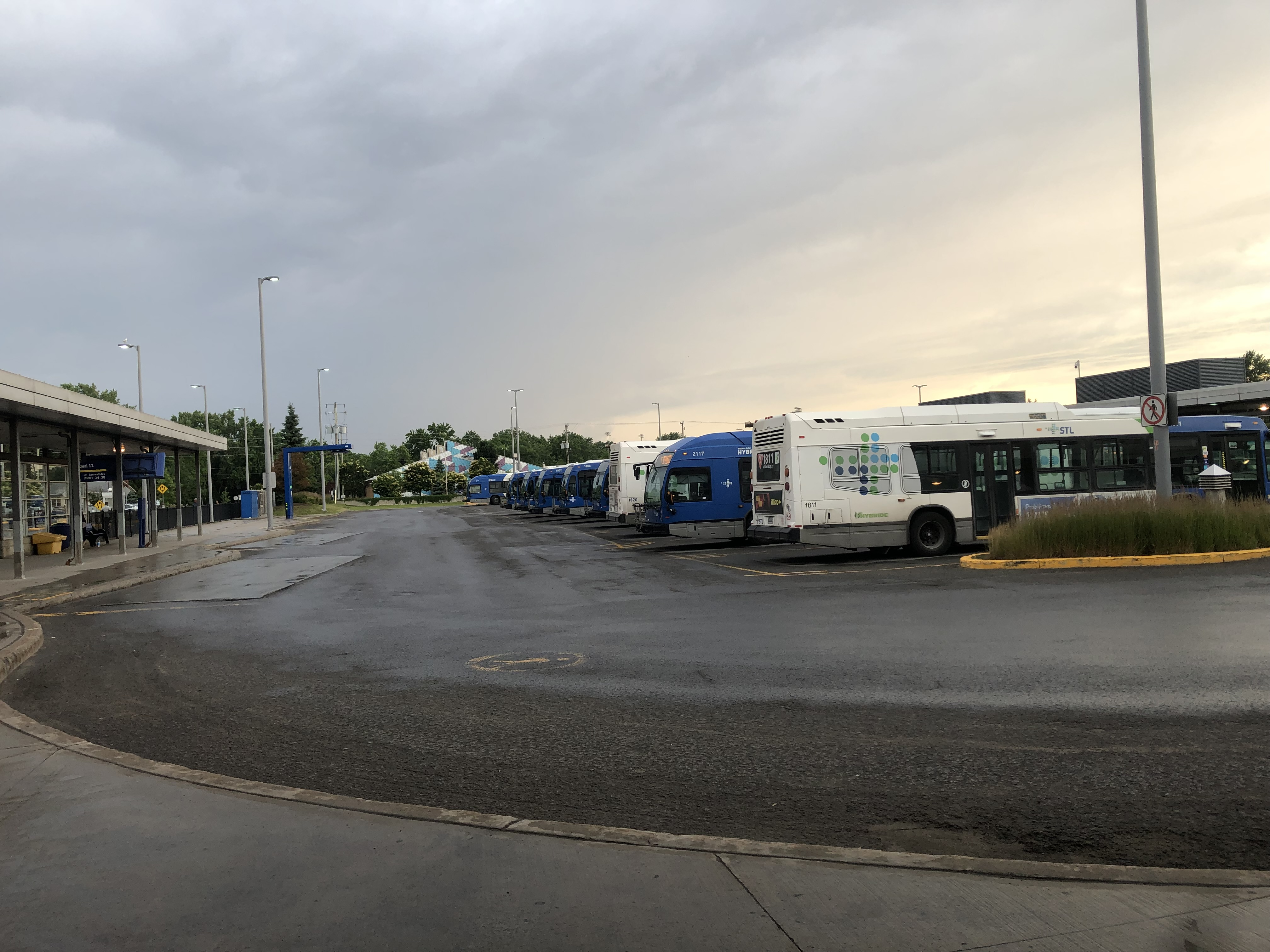
Des autobus de la STL au terminus Cartier

Certains trains au départ de Côte-Vertu ont comme terminus Henri-Bourassa et d’autres trains ont comme terminus Montmorency. Ainsi, seuls les trains ayant comme terminus Montmorency desservent les stations Cartier, De la Concorde et Montmorency, en direction Montmorency.
En direction inverse, certains trains ayant Côte-Vertu comme terminus ont Montmorency comme station d'origine et d'autres ont Henri-Bourassa comme station d'origine.
Ainsi, seuls les trains ayant comme station d'origine Montmorency desservent les stations Montmorency, De la Concorde et Cartier, en direction Côte-Vertu.
De plus, le matin, deux trains au départ spécial d'Henri-Bourassa ont comme terminus Montmorency. Henri-Bourassa est de ce fait, la seule station de la ligne orange où tous les trains de cette ligne transitent.

## Origine du nom
Le nom de la station Cartier provient du boulevard Cartier Ouest qui est situé à proximité. Le boulevard tire son nom du politicien et avocat Sir George-Étienne Cartier.

## Édicules
- Édicule A: 5, boulevard Cartier Ouest, Laval.
- Édicule B: 506, boulevard Cartier Ouest, Laval.

L'édicule A comporte cinq sorties: deux vers la boulevard des Laurentides, une vers un stationnement incitatif, une vers le terminus d'autobus Cartier et la dernière vers le boulevard Cartier Ouest. Cet édicule contient un ascenseur pour les personnes à mobilité réduite.
L'édicule B comporte une seule sortie vers le parc Halte des Libellules proche du boulevard Cartier Ouest.

## Correspondances au terminus Cartier

### Autobus de jour

#### Société de transport de Laval
Source :
| Circuit | Destinations                           | Quai(s) | Tracé | Horaires |
| ------- | -------------------------------------- | ------- | ----- | -------- |
| 12      | Pont-Viau – Métro Cartier              | 10      | Tracé | Horaires |
| 17      | Auteuil – Métro Cartier                | 2       | Tracé | Horaires |
| 20      | Chomedey – Métro Cartier               | 8       | Tracé | Horaires |
| 24      | Sainte-Dorothée – Métro Cartier        | 8       | Tracé | Horaires |
| 25      | Saint-François – Métro Cartier         | 9       | Tracé | Horaires |
| 27      | Gare Vimont – Métro Cartier            | 4       | Tracé | Horaires |
| 28      | Saint-Vincent-de-Paul – Métro Cartier  | 9       | Tracé | Horaires |
| 31      | Auteuil – Métro Henri-Bourassa         | 2, 5    | Tracé | Horaires |
| 33      | Métro Montmorency – Métro Cartier      | 7       | Tracé | Horaires |
| 37      | Chomedey – Métro Cartier               | 7       | Tracé | Horaires |
| 41      | Auteuil – Métro Cartier                | 4       | Tracé | Horaires |
| 43      | Auteuil – Métro Cartier                | 4       | Tracé | Horaires |
| 48      | Duvernay – Métro Cartier               | 9       | Tracé | Horaires |
| 58      | Saint-Vincent-de-Paul – Métro Cartier  | 10      | Tracé | Horaires |
| 60      | Métro Cartier – Chomedey               | 6       | Tracé | Horaires |
| 63      | Gare Sainte-Rose – Métro Cartier       | 7       | Tracé | Horaires |
| 70      | Métro Cartier – Métro Montmorency      | 10      | Tracé | Horaires |
| 73      | Fabreville – Métro Cartier             | 3       | Tracé | Horaires |
| 74      | Saint-François – Métro Cartier         | 3       | Tracé | Horaires |
| 901     | EXPRESS Saint-François – Métro Cartier | 6       | Tracé | Horaires |

#### Exo Laurentides
Source :
| Circuit | Destinations                            | Quai(s) | Tracé | Horaires |
| ------- | --------------------------------------- | ------- | ----- | -------- |
| 24      | Sainte-Anne-des-Plaines – Métro Cartier | 12      | Tracé | Horaires |
| 28      | Bois-des-Filion – Métro Cartier         |         | Tracé | Horaires |

### Autobus de nuit

#### Société de transport de Laval
Source :
| Circuit | Destinations                             | Quai(s) | Tracé | Horaires       |
| ------- | ---------------------------------------- | ------- | ----- | -------------- |
| 2       | Métro Henri-Bourassa – Métro Montmorency | 2       | Tracé | [PDF] Horaires |